# Playa Porto Marie
Playa Porto Marie is een strand in Bandabou, Curaçao, gelegen bij de plaats Sint Willibrordus. Het strand ligt aan de Porto Mariebaai. Op het strand is een bar aanwezig. Men kan er snorkelen en duiken.

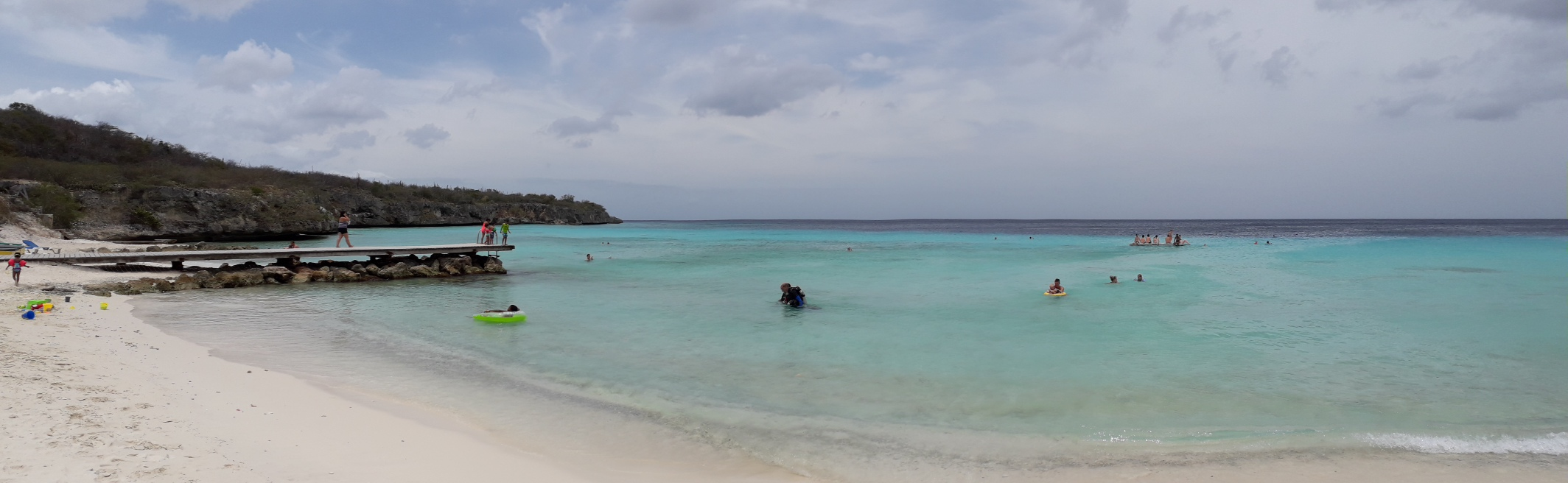
Playa Porto Mari Curaçao

Op Playa Porto Marie wordt geëxperimenteerd met kunstmatige koraalriffen in een poging om de conditie van het rif te verbeteren. Er zijn enkele honderden kunstmatige koraalblokken geplaatst.